# Fernando Cortez, o La conquista del Messico
Fernando Cortez, o La conquista del Messico (titolo originale Fernand Cortez, ou La conquête du Mexique) è una tragédie lyrique di Gaspare Spontini su libretto di Victor-Joseph-Étienne de Jouy e Joseph-Alphonse d'Esmenard, che debuttò il 28 novembre 1809 all'Opéra di Parigi (Académie Royale de Musique).

## Contesto storico ed evoluzione
L'opera Fernand Cortez fu commissionata a Spontini per esaltare propagandisticamente l'assoggettamento dei regni Iberici (negli anni della Guerra Peninsulare: 1807-1814) al dispotismo di Napoleone; e riscosse un discreto successo, godendo di 24 rappresentazioni nell'arco di anni compreso tra il 1809 e il 1812. Il 12 agosto 1813 ebbe la prima al Teatro degli Stati di Praga diretta da Carl Maria von Weber ed il 15 ottobre 1814 al Staatsoper Unter den Linden.
Fu poi ripresa, con notevoli modificazioni nel 1817, quando furono inizialmente programmati tre spettacoli, il 28 e 30 maggio e il 2 giugno, ma poi, a seguito del nuovo interesse suscitato, furono invece effettuate repliche per altre diciotto serate dirette da Rodolphe Kreutzer con Nicolas Levasseur. La seconda versione ebbe la prima il 4 febbraio 1820 come Fernando Cortez nella traduzione di Giovanni Schmidt diretta da Gioachino Rossini con Isabella Colbran, Andrea Nozzari, Giuseppe Ciccimarra e Michele Benedetti al Teatro San Carlo di Napoli.
Dal 1818 sino al 1834 l'opera fu messa in cartellone ogni anno dall'Académie Royale de Musique, totalizzando alla fine il numero considerevole di ben 225 rappresentazioni complessive. Nel frattempo essa aveva goduto di due ulteriori revisioni andate in scena entrambe alla Königliches Opernhaus di Berlino il 6 aprile 1824 (terza versione nella traduzione tedesca) ed il 26 febbraio 1832 (nella quarta versione).
Nonostante la bellezza della musica, l'opera uscì successivamente dal repertorio. Nel 1851 un'opera dal titolo Fernando Cortez venne musicata da Francesco Malipiero, oggi decisamente superata, per notorietà, da quella di Spontini.

Nel 1888 avvenne la prima al Metropolitan Opera House di New York diretta da Anton Seidl con Emil Fischer e nel 1916 al Teatro alla Scala di Milano nella traduzione di Angelo Zanardini diretta da Ettore Panizza con Ester Mazzoleni, Icilio Calleja, Giuseppe Danise e Mansueto Gaudio.
Un'importante esecuzione avvenne nel 1951 al San Carlo, con Renata Tebaldi nel ruolo della protagonista. Nel 1974 ebbe la prima al Teatro La Fenice di Venezia diretta da Carlo Franci. 
Nell'ottobre del 2019, è il Maggio Musicale Fiorentino a riproporre, per la prima volta in tempi moderni, la versione del 28 novembre 1809 realizzata in collaborazione con la Fondazione Pergolesi Spontini di Jesi nell'edizione critica curata da Federico Agostinelli.

## Trama

### Atto I
In Messico, le truppe di Fernando Cortez vorrebbero ritornare in patria, ma il capitano desiste: l'amato fratello Alvaro è in mano ai messicani. Fernando è innamorato della bella Amazily, sorella di Télasco, parente del re Montezuma. Amazily preoccupata annuncia a Fernando un sacrificio orribile con Alvaro come vittima. Intanto arriva un gruppo di messicani guidati da Télasco che annuncia la volontà di vendicarsi degli spagnoli e consiglia a Fernando di partire. Il capitano rifiuta la proposta, e come riprova della sua decisione dà fuoco alla sua flotta.

### Atto II
I soldati spagnoli si stanno avvicinando al tempio. Télasco, loro prigioniero, accusa Amazily di tradimento verso la patria. Cortez, intanto annuncia la liberazione di Alvaro, e libera Télasco, tuttavia i messicani vogliono anche la testa di Amazily in cambio del prigioniero. La ragazza accetta il proprio destino, e nuota nel lago fino al tempio. Cortez ordina ai suoi di invadere il tempio.

### Atto III
Nel Tempio del Dio del Male, Alvaro conforta i suoi amici a morire con onore. Giunge Amazily, che si offre come vittima per il sacrificio. Il sacerdote la insulta come traditrice, ma Télasco la difende. Si diffonde la notizia della cattura del re Montezuma, e Télasco parte per liberarlo. Il sacrificio sta per compiersi, ma Fernando giunge in tempo per liberare Amazily. Il tempio viene distrutto, e Télasco li unisce in matrimonio. Le due nazioni sono così rappacificate.

## Personaggi e interpreti
| Personaggio                           | Tipologia vocale    | Interpreti della prima secondo il libretto originale |
| ------------------------------------- | ------------------- | ---------------------------------------------------- |
| Fernand Cortez                        | taille (baritenore) | Étienne Lainez                                       |
| Télasco                               | taille              | François Lays                                        |
| Alvar                                 | haute-contre        | Laforêt                                              |
| Gran sacerdote                        | basso               | Henri-Étienne Dérivis                                |
| Moralèz                               | basso               | Jean-Honoré Bertin                                   |
| Due ufficiali spagnoli                | taille/basso        | Louis Nourrit, Albert                                |
| Un ufficiale messicano                | taille              | Martin                                               |
| Amazily                               | soprano             | Alexandrine-Caroline Branchu                         |
| Principali dame al seguito di Amazily | soprani             | Lacombe, Reine                                       |
| Corifei                               | taille/basso        | Martin, Picard                                       |

## Discografia
Nel mese di ottobre 1983 il Centro di Studi Spontiniani (a Majolati Spontini) promosse varie rappresentazioni di quest'opera, nel Teatro Pergolesi di Jesi. I protagonisti: il soprano italo-argentino Adelaide Negri ed il tenore italiano Carlo Bini. Direttore d'orchestra il maestro Carlo Franci.
Esiste una registrazione live dal Teatro San Carlo di Napoli con una giovanissima Renata Tebaldi agli inizi degli anni ‘50.
Con la Philharmonica Nazionale di Bratislava, direttore il francese Jean-Paul Penin, prima registrazione mondiale della versione completa, in francese (Musidisc/Universal, 1999).
Rappresentazioni della versione completa al l'Opera di Erfurt, 2006, direttore Jean-Paul Penin.